# Moussa Soumah
Pour les articles homonymes, voir Soumah.
Moussa Soumah est un député et homme politique guinéen.
Il est député à l'Assemblée nationale, élu le 22 avril 2020 jusqu'au 5 septembre 2021.

## Biographie

### Parcours politique
Il est membre de l'Union démocratique de Guinée (UDG). Il est chargé de la santé, de l’action sociale et de la gestion des conflits du cabinet du chef de file de l'opposition Mamadou Sylla,.
Élu député de l'UDG aux élections législatives du 22 mars 2020, il est membre de la commission des affaires économiques, financières, du plan et de la coopération du 22 avril 2020 jusqu'au 5 septembre 2021.